# Adomia
Adomia — монотиповий рід грибів родини ксиларієві (Xylariaceae). Назва вперше опублікована 1985 року.

## Класифікація
До роду Adomia відносять 1 вид:
- Adomia avicenniae

## Поширення та середовище існування
Знайдений на пневматофорах Avicennia marina в Єгипті.